# 애리조나 리퍼블릭

로고

애리조나 리퍼블릭(영어: The Arizona Republic)은 미국 애리조나주 피닉스에서 발행되는 일간 신문이다. 1890년 애리조나 리퍼블리컨(영어: The Arizona Republican) 이라는 이름으로 창간했으며, 2000년에 USA 투데이 등을 발행하는 개닛이 인수하였다.